# Aveluy Wood Cemetery
Le Aveluy Wood Cemetery (Mesnil-Martinsart)  est un cimetière militaire de la Première Guerre mondiale, situé sur le territoire de la commune de Mesnil-Martinsart, dans le département de la Somme, au nord-est d'Amiens.

## Localisation
Ce cimetière est situé à 1,5 km au sud-est du village, au bord de la D50, non loin du canal de l'Ancre, à la limite du territoire d'Aveluy

## Histoire

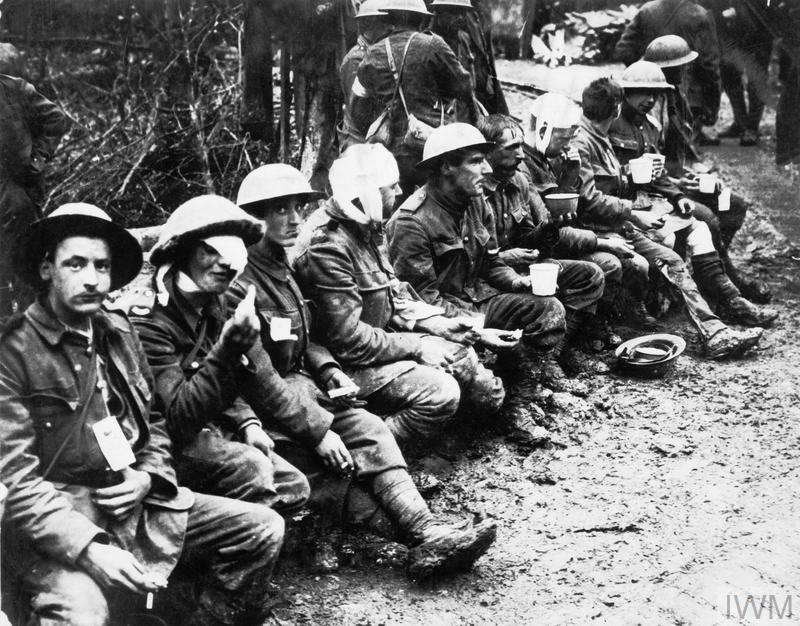
Des soldats britanniques légèrement blessés au poste de secours d'Aveluy Wood le 13 novembre 1916.

Le cimetière a été construit près du bois d'Aveluy en juin 1916, quelques jours avant le début de la bataille de la Somme. Il a été utilisé par les unités combattantes et les ambulances de campagne jusqu'au retrait allemand sur la ligne Hindenburg en février 1917. Il resta ensuite inutilisé jusqu'à l'Offensive du Printemps allemande de 1918. Dans la nuit du 26 au 27 mars, les Allemands pénétrèrent dans le bois d'Aveluy et le 5 avril il était en grande partie entre leurs mains, malgré la défense obstinée du bois. Le bois fut attaqué en vain par plusieurs divisions avant d'être finalement dégagé fin août.
Après l'armistice, d'autres tombes furent ajoutées provenant de cimetières provisoires des alentours

## Caractéristiques
Ce cimetière a un plan particulier : un rectangle de 30m sur 20 surmonté d'un vaste secteur angulaire. Il est clos par un muret de briques sur 3 côtés.
Le cimetière a été conçu par Sir Reginald Blomfield.

## Galerie

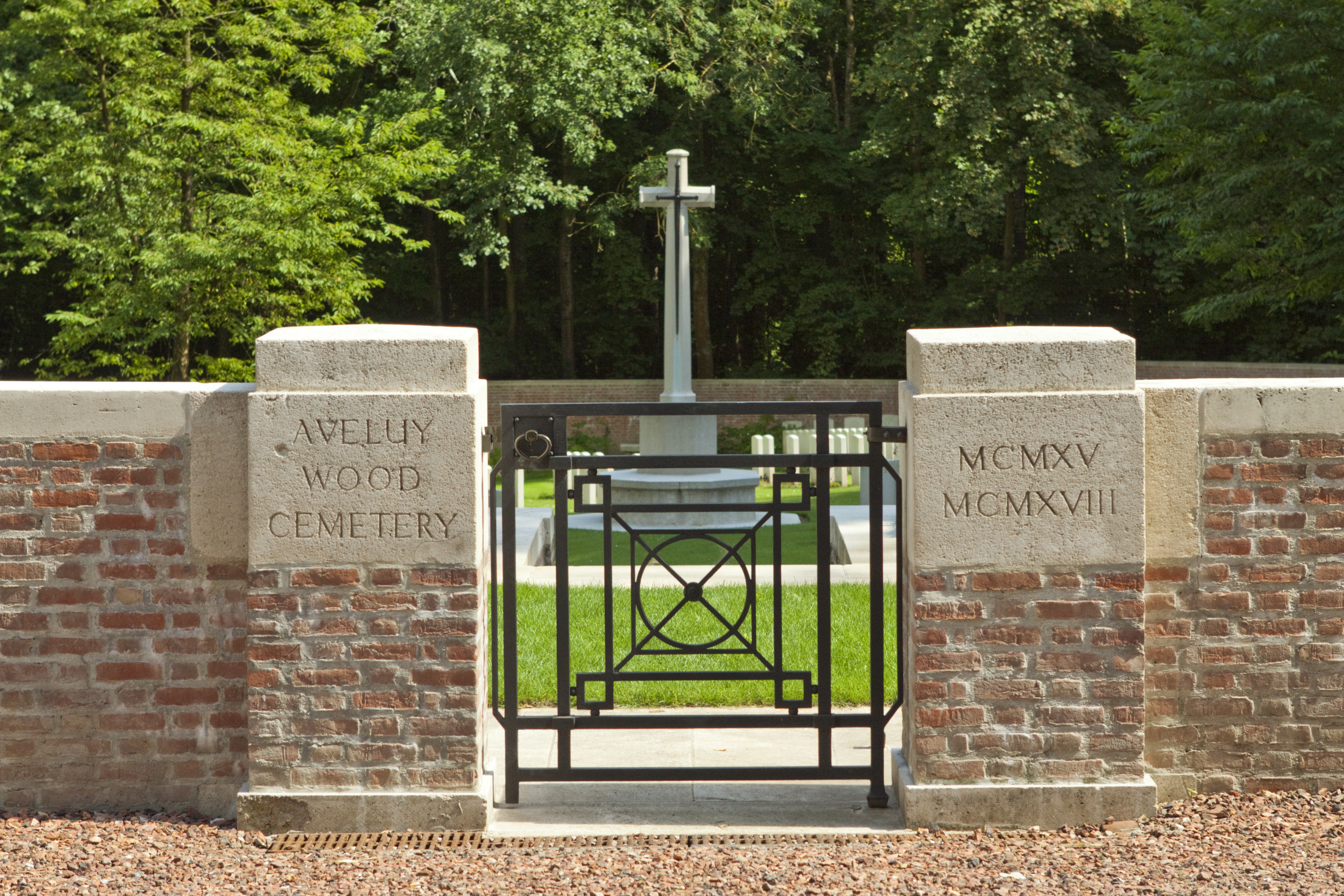
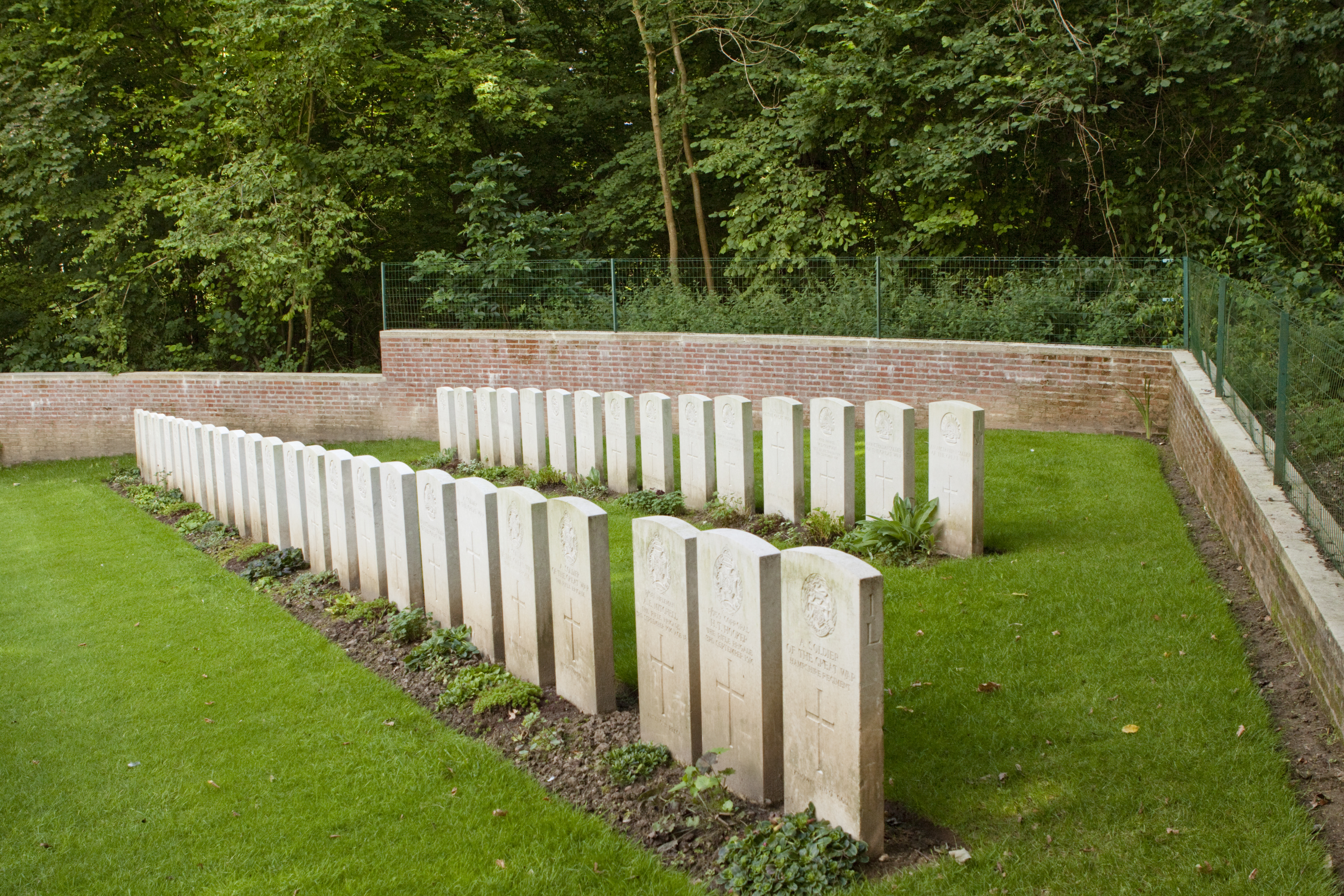
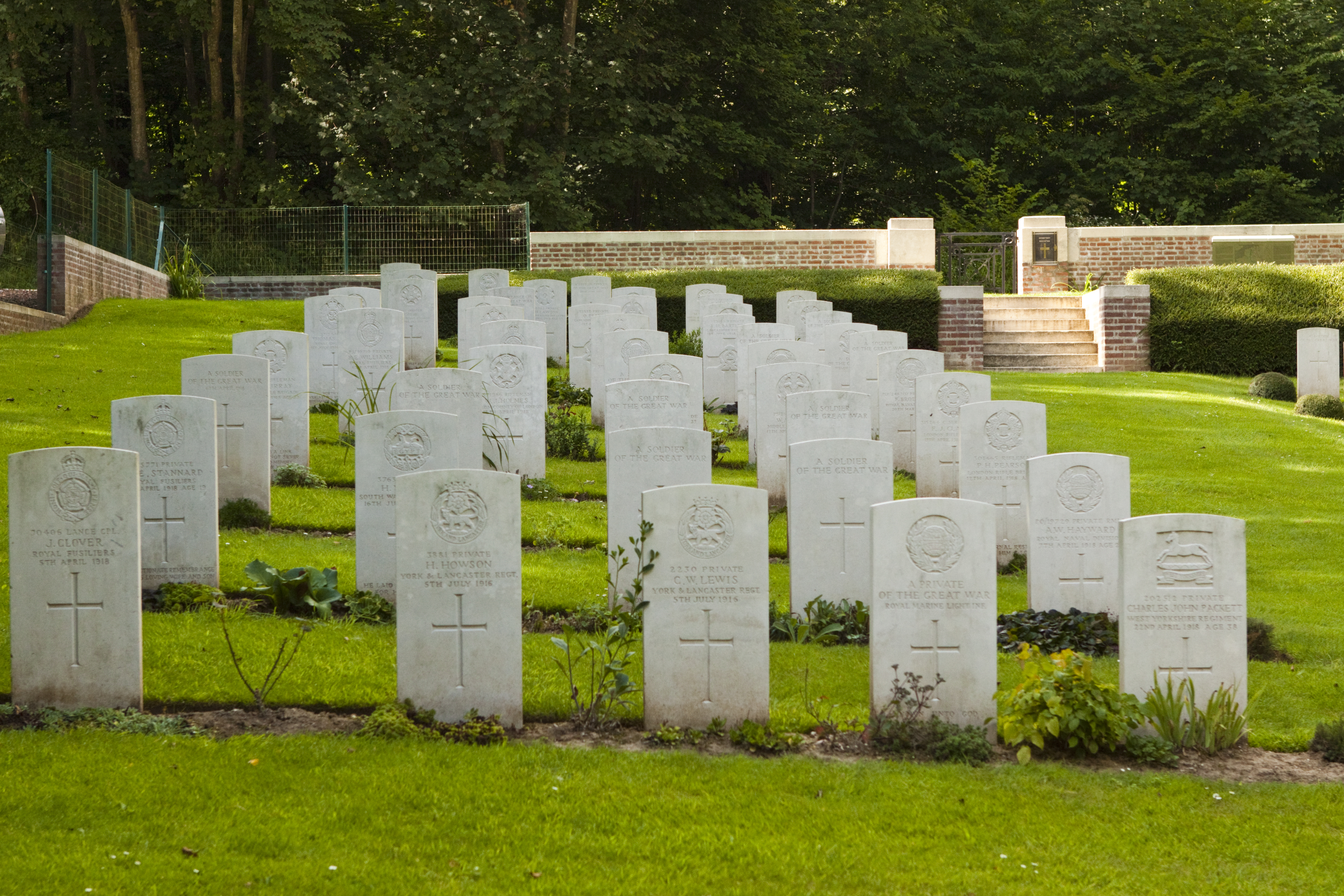
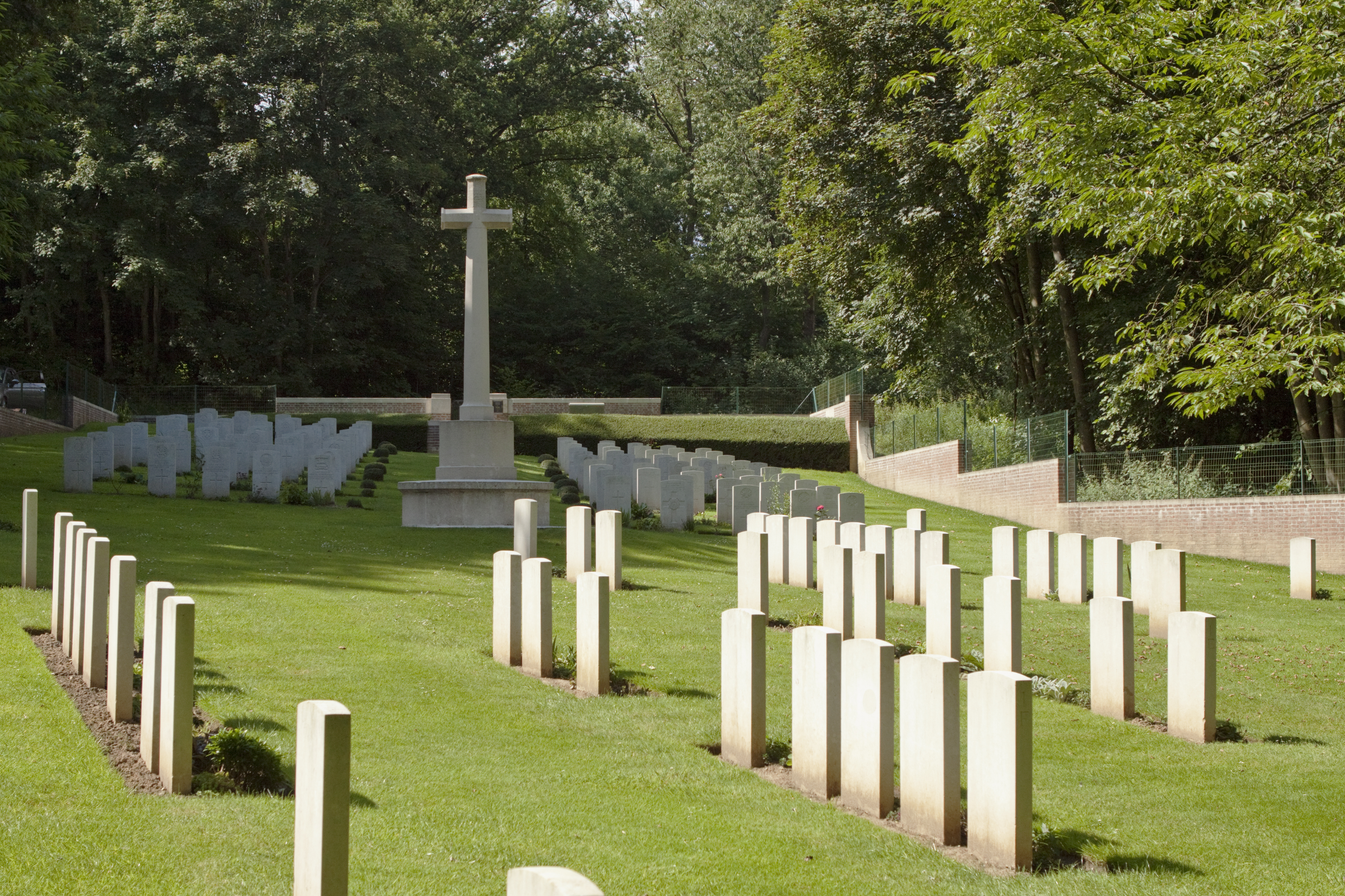
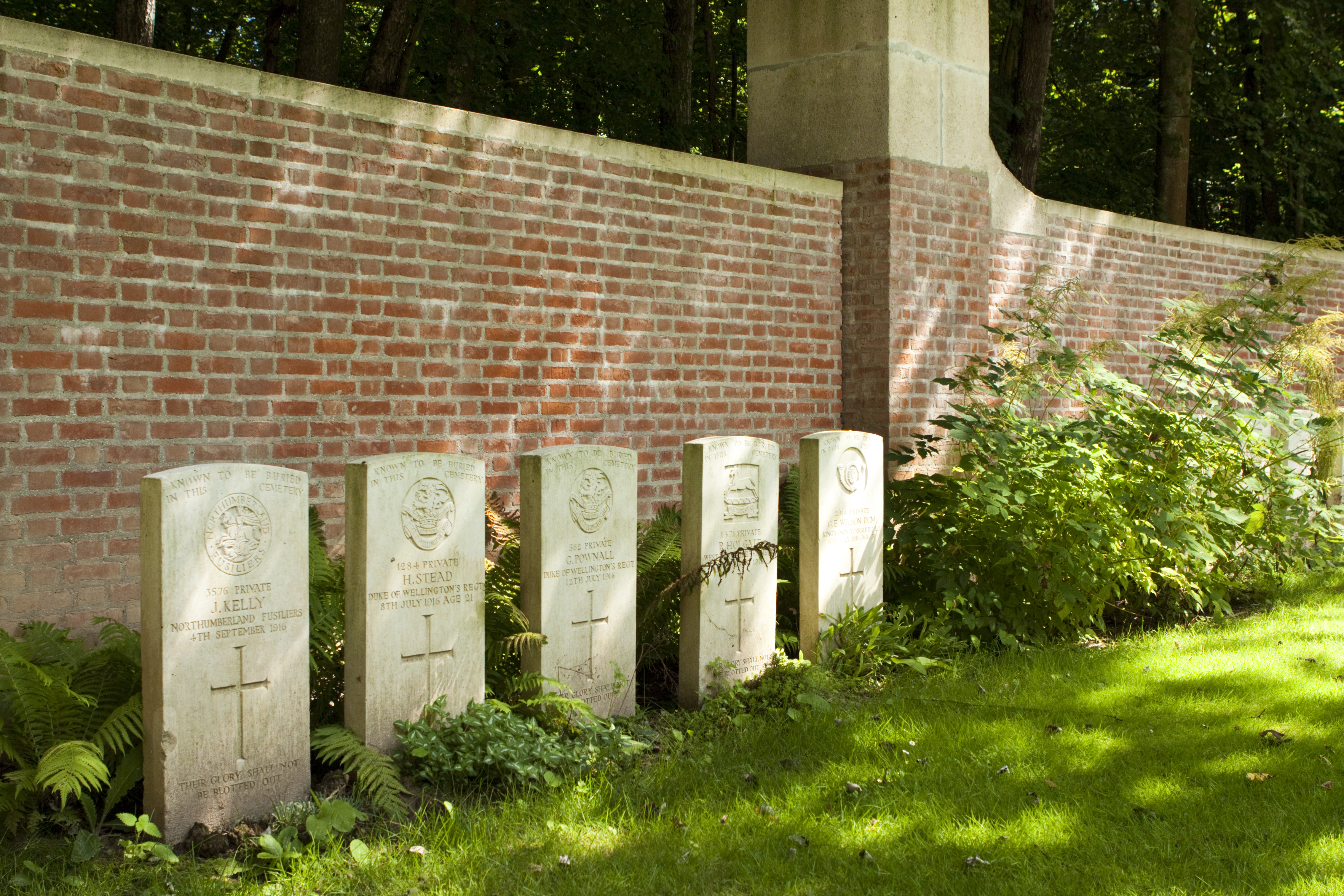
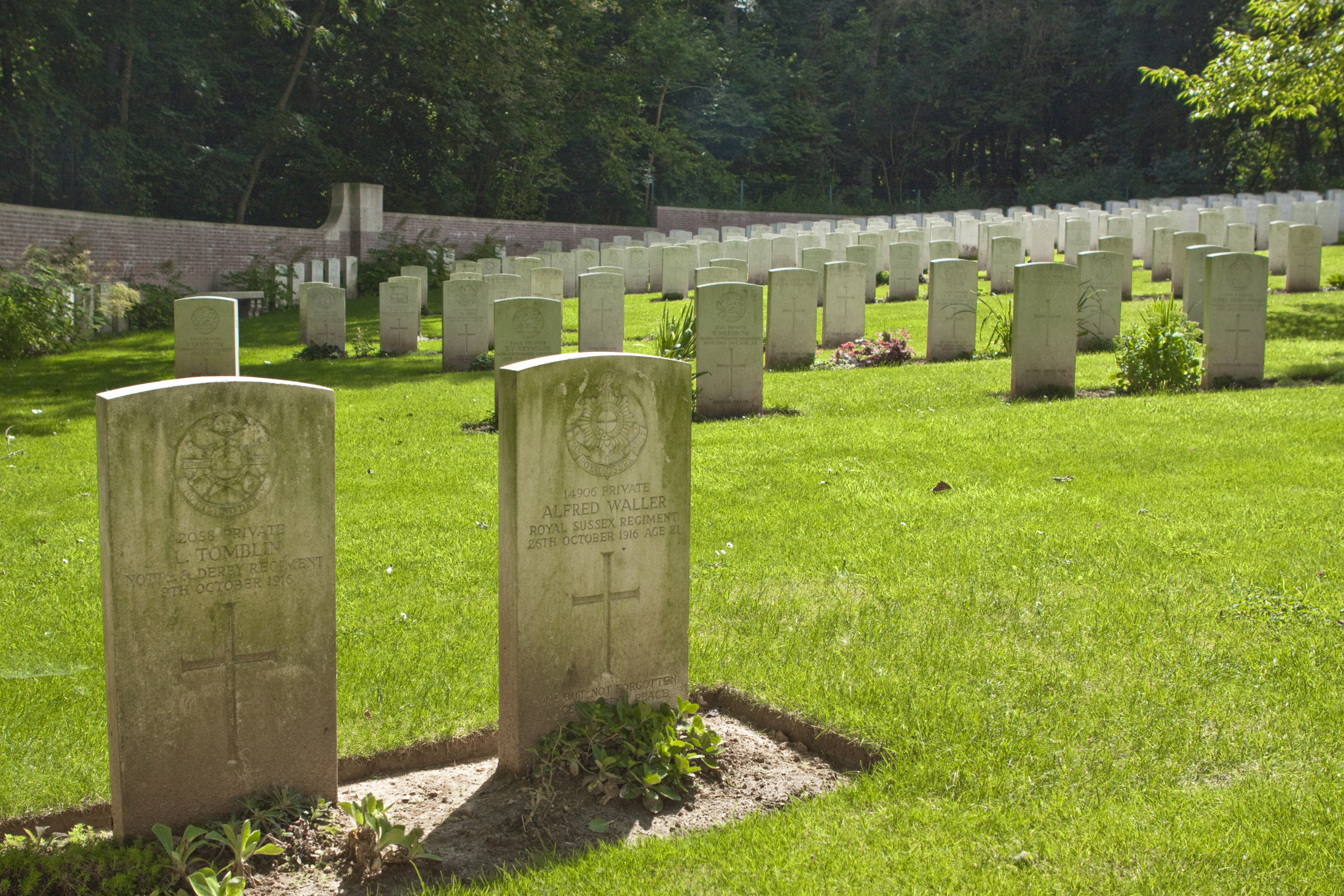

## Sépultures
| Pays        | Sépultures |
| ----------- | ---------- |
| Royaume-Uni | 354        |
| Australie   | 26         |
| Total       | 380        |